# 加藤日出男
加藤 日出男（かとう ひでお、1929年8月31日 - 2019年12月22日）は、日本の社会運動家、随筆家。
日本の高度経済成長期、地方から集団就職した勤労青年たちの交流サークル「若い根っこの会」を創設し、亡くなるまで会長を務めた。

## 人物
秋田県秋田市出身。秋田県立秋田中学校（現・秋田県立秋田高等学校）を経て、1946年に秋田鉱山専門学校（現・秋田大学）に入学するが翌年中退、しばらく住み込みで農業に従事。1953年、東京農業大学農学部農業経済学科卒業。在学中、青山ほとりに合わせ大根を持って応援を行う「大根踊り」を考案したという説がある（異説あり。詳細は青山ほとり#大根踊りを参照）。
1952年から1958年にかけ、東農大在学生のサークル「あすなろ会」、および若者の交流サークル「経堂青年会」「雑草の会」「東京青年の会」を立ち上げる。1957年、これらのサークル活動を記録した処女作『東京の若い根っこたち』を上梓、のちテレビドラマ化される。
1959年に「経堂青年会」「雑草の会」「東京青年の会」を統合し、地方出身の勤労青年をメインターゲットとした「若い根っこの会」を結成。1961年4月、町田辰次郎ら財界人のバックアップを得て同会の活動拠点「根っこの家」を埼玉県川越市に開館、9月に財団法人の認可を受ける。同年11月、同会の出版部門として株式会社根っこ文庫を設立（のち「根っこ文庫太陽社」「ルーツ海」へ社名変更）。会報『若い根っこ』（のち『友情』『友情・夢』『DREAM』『友情Dream』と改題）を同年創刊、翌1962年からは出版取次を介して全国流通した。
これらの活動拡大により1959年ごろから会員数が急増、1961年から67年ごろにかけて絶頂期を迎える。「若い根っこの会」は当時の勤労青年サークルで最大規模とされ、最盛期には3万2,000人（加藤本人の主張によれば、入会せず行事にのみ参加したメンバーも含めれば10万人規模）の会員を擁した。
若い根っこの会は政治・宗教に関して不偏不党をモットーとしたが、同じく1960年代に活動が盛んだった「若者たちを孤独感・疎外感から救済する団体」としてターゲット層が創価学会や日本民主青年同盟と重複しており、実際それらへ流れる会員も多かったという。暴力革命に否定的だった加藤は危機感を覚え、1960年前後から民社党、とりわけ西尾末広のファンであることを公言し、西尾の伝記も著した。あくまで若い根っこの会全体ではなく加藤個人としての支持表明だったが、会内部でも民社党の潜在的支持者が増えた。しかし、若い根っこの会の集いに民社党の候補者が押しかけて迷惑を被ることもあったようで、これに関しては加藤も苦言を呈している。
1972年から2007年まで、国際教育と慰霊を兼ねたイベント「グアム・サイパン南十字星洋上大学」を開催。
学校法人東京農業大学の評議員を務めた。1986年、藍綬褒章受勲。
2019年12月22日、老衰のため死去。墓所は多磨霊園。

## 著書
- 『東京の若い根っこたち ある青年団長の手記』第二書房, 1957
- 『根っこ』トモブック社, 1960
- 『友情行進曲 嵐の中の若者たち』東京信友社, 1960
- 『根っこ物語』トモブック社, 1960
- 『根っこどん 第1部 (早春篇) (根っこシリーズ 第4)』トモブック社, 1961
- 『若い太陽 根っこ先生の記録』トモブック社, 1961
- 『かあさん長生きしてね』根っこ文庫, 1961
- 『さよならまたね』根っこ文庫, 1962
- 『孤独絶望愛 若い人生相談』根っこ文庫太陽社, 1962
- 『友をつくる法 つきあいを成功させる秘訣』 (実用新書)大和書房, 1963
- 『はじめて愛する』根っこ文庫太陽社, 1963
- 『太陽を抱く娘』根っこ文庫太陽社, 1963
- 『根づよく生きるぞ』 (実日新書)実業之日本社, 1964
- 『虹の鉄橋』 (銀河選書)大和書房, 1964
- 『生きるぞ!雑草のように 若い根っこの生活記録』 (ヒット・ブックス)サンケイ新聞出版局, 1965
- 『若いいのちのことば』根っこ文庫太陽社, 1965
- 『人生をすばらしく生きよう』 (銀河選書)大和書房, 1965
- 『風雪の人西尾末広』根っこ文庫太陽社, 1966
- 『二十代 愛と自信を育てよう』(イケダ3Hブックス) 池田書店, 1966
- 『北風っ子』(太陽選書) 根っこ文庫太陽社, 1966
- 『若い日をどう生きる 価値ある人生を創りだそう』 (銀河選書) 大和書房, 1967
- 『自信をもって生きる 新しい生き甲斐の発見』 (銀河選書)大和書房, 1968
- 『若者を感動させる経営 人材を育てるにはこれしかない』日本労政調査会, 1968
- 『勇気を燃やす人生論 劣等感をぶち破る』 (銀河選書)大和書房, 1969
- 『でっかく生きよう ウジウジクヨクヨを吹っとばす』 (銀河選書)大和書房, 1970
- 『孤独の中から起ち上がれ 勇気ある人生の試み』大和書房, 1971
- 『青春に贈る言葉 若さゆえの愛と苦悩の旅路』大和出版販売, 1973
- 『愛するものに生きる 体験的人生論』大和出版販売, 1973
- 『愛と荒野を生きる』PHP研究所, 1974
- 『強く生きる 孤独と不安に挫けそうな人へ』 (銀河選書)大和書房, 1975
- 『愛は歩みはじめる さすらう青春に捧げる詩』大和書房, 1976
- 『青春を生きる言葉 自分が自分を決める生き方』大和出版, 1976
- 『東京ひとり暮らし案内 孤独の日ぶらりぶらり人生読本』日本実業出版社, 1977
- 『青春=ことばの花束 生きがいと感動を求めて』大和出版, 1978
- 『出会いをつくる人生論』大和書房, 1978
- 『すばらしきひとの人生論 夕焼けのマイ・ウェイ』 (銀河選書)大和書房, 1979
- 『友よ夕陽よありがとう 愛といのちと出会いの断章』根っこ文庫太陽社, 1979
- 『友よ夕陽よまた逢おう 苦悩をはね返す青春の指針』根っこ文庫太陽社, 1980
- 『その人を好きになれるか 若い日の恋と友情 デートの日記1』根っこ文庫太陽社, 1980
- 『この愛に賭けられるか 一度だけの青春をどう生きる デートの日記2』根っこ文庫太陽社, 1980
- 『燃えて生きられるか 情熱、このいのちの炎 デートの日記3』根っこ文庫太陽社, 1980
- 『かなしみに耐えられるか 孤独の嵐にたちむかう デートの日記4』根っこ文庫太陽社, 1980
- 『さらば友よ夕陽よ 手ごたえのある青春の発見』根っこ文庫太陽社, 1981
- 『高校三年生に贈る人生論』 (銀河選書)大和書房, 1982
- 『愛される友へのすすめ 自分の良さを眠らせていないか』根っこ文庫太陽社, 1983
- 『強く生きる 孤独と不安に挫けそうな人へ』 (銀河ブックス)大和書房, 1984
- 『若き日の友に捧げる人生論 涙よ、生きてきてよかった』根っこ文庫太陽社, 1984
- 『青春をためそう 信じること、愛すること』根っこ文庫太陽社, 1984
- 『人恋しきあなたに贈る人生論 挫折とさびしさをのり超えるために』根っこ文庫太陽社, 1985
- 『青春をためそう 信じること、愛すること。』根っこ文庫太陽社, 1985
- 『二十歳の青春に贈る人生論 若き日の夢と愛を育てるために!』根っこ文庫太陽社, 1985
- 『友達をつくる人生論 愛と孤独の青春をどう生きる』根っこ文庫太陽社, 1985
- 『燃ゆるいのち愛して生きる 傷つく魂に捧げる人生論』根っこ文庫太陽社, 1986
- 『何が若者を動かすのか 私の体験的リーダー論』 (ダルマブックス)佼成出版社, 1987
- 『むなしさに愛がさしこむ人生論 自分を生き生き表現するために贈る』根っこ文庫太陽社, 1987
- 『愛されてますか、青春 もっと楽しく生きる自分でありたい!』 Nekko, 1988
- 『もうじき幸せ人生論 青春の秋を今、感ずるあなたへ』 Nekko, 1988
- 『もっと愛してもいいですか 青春ライブ物語』根っこ文庫太陽社, 1989
- 『好きだから嫌い 愛したいのに愛せないあなたに』フジテレビ出版, 1990
- 『いちどでいいから愛されたい 17歳から29歳までの恋の季節に贈る人生論』 Nekko, 1991
- 『大根踊り人生論』東京農業大学出版会, 2003
- 『生涯青春 いのちよ、ありがとう』清流出版, 2007
- 『強く美しく生きるには (ひと味ちがう「日本百名言」シリーズ)ごま書房, 2007